# Хедър Уеб
Хедър Уеб (на английски: Heather Webb) е американска писателка на произведения в жанра исторически роман и любовен роман.

## Биография и творчество
Хедър Уеб е родена на 30 декември 1976 г. в САЩ. Като тийнейджър е запалена читателка на романтична литература, а в училище е редактор на училищния вестник и печели конкурс за есе. След дипломирането си в колежа работи почти 10 години като преподавателка по френски език в гимназия. След раждането на второто си дете започва да пише исторически романи.
Първият ѝ роман „Да станеш Жозефин“ (Becoming Josephine) е издаден през 2013 г. В книгата пресъздава съдбата на Жозефин дьо Боарне и брака ѝ с Наполеон. Следващият ѝ роман „Любовницата на Роден“ (Rodin's Lover) от 2015 г. е за професионалната и любовна връзка между Камий Клодел и Огюст Роден. Романът получава наградата на Goodreads за най-добър избор на читателите.
В следващите години започва да пише съвместно с писателката Хейзъл Гейнър. Първият им общ роман „Последната Коледа в Париж“ (Last Christmas in Paris) е издаден през 2017 г. Той е романтична любовна история, която се развива в Париж в превратните и жестоки години на Първата световна война. Романът печели наградата „СТАР“ на Асоциацията на писателките на художествена литература.
През 2019 г. е издаден съвместният им роман „Парфюмеристката от Монако“. На фона на вихрената романтика на Грейс Кели и брака ѝ с принца на Монако Рение III, се развиват отношенията на младата парфюмеристка Софи Дювал и настоятелния английски фотограф Джеймс Хендерсън.
Произведенията на писателката са преведени на 15 езика по света.
Хедър Уеб живее със семейството си в Ню Ингланд.

## Произведения

### Самостоятелни романи
- Becoming Josephine (2013)[1][2]
- Rodin's Lover (2015) – награда на Goodreads
- Last Christmas in Paris (2017) – с Хейзъл Гейнър, награда „СТАР”
- The Phantom's Apprentice (2018)
- Meet Me in Monaco (2019) – с Хейзъл Гейнър
Парфюмеристката от Монако, изд.: ИК „Кръгозор“, София (2019), прев. Татяна Виронова
- Ribbons of Scarlet (2019) – със Стефани Дрей, Лора Камои, E. Найт, Софи Перино и Кейт Куин
- Three Words for Goodbye (2021) – с Хейзъл Гейнър
- The Next Ship Home (2022)

### Новели
- Hour of the Bells (2016) в сборника Fall of Poppies (2016) – с Джесика Брокмоул, Хейзъл Гейнър, Еванджелин Холанд, Марси Джеферсън, Кейт Кериган, Дженифър Робсън, Беатрис Уилямс и Лорън Уилиг[1]